# Matilde Marcolli
Matilde Marcolli (Como, Italia, 30 de noviembre de 1969) es una física matemática italiana, profesora del departamento de matemáticas de la Universidad de Toronto y miembro del Instituto Perimeter de Física Teórica. Ha sido premiada con el Heinz Maier-Leibnitz-Preis de la Sociedad Alemana de Investigación y el Premio Sofia Kovalévskaya de la Fundación Alexander von Humboldt y es autora y editora de numerosas obras en su campo.

## Carrera
Marcolli obtuvo su licenciatura en Física en 1993 en la Universidad de Milán bajo la dirección de Renzo Piccinini, con una tesis titulada Classes of self equivalences of fibre bundles (en inglés: Clases de autoequivalencias de fibrados). Se trasladó a Estados Unidos en 1994, donde obtuvo una maestría (1994) y un doctorado (1997) en matemáticas de la Universidad de Chicago, bajo la dirección de Melvin Rothenberg, con una tesis titulada Three dimensional aspects of Seiberg-Witten Gauge Theory (en inglés: Aspectos tridimensionales de la teoría de gauge de Seiberg-Witten). Entre 1997 y 2000 trabajó en el departamento de matemáticas del Instituto Tecnológico de Massachusetts.
Entre 2000 y 2010 ocupó una plaza C3 (el equivalente alemán del profesor asociado) en el Instituto Max Planck de Matemáticas en Bonn y una plaza de profesora asociada visitante en la Universidad Estatal de Florida en Tallahassee. También ocupó una cátedra honorífica en la Universidad de Bonn. Entre 2008 y 2018 fue catedrática de matemáticas en la División de Física, Matemáticas y Astronomía del Instituto Tecnológico de California. Actualmente es profesora del departamento de matemáticas de la Universidad de Toronto y miembro del Instituto Perimeter de Física Teórica.
Ocupó plazas como visitante en el Instituto Tata de Investigación Fundamental en Bombay, el Instituto Kavli de Física Teórica en Santa Bárbara, el Instituto Mittag-Leffler en Estocolmo, el Instituto Isaac Newton en Cambridge y el Mathematical Sciences Research Institute en Berkeley.

## Investigación
La investigación de Marcolli ha cubierto distintas áreas de las matemáticas y la física teórica: teoría de gauge y topología de baja dimensión, estructuras álgebro-geométricas en teoría cuántica de campos, geometría no conmutativa con aplicaciones a teoría de números y a modelos físicos, especialmente relacionados con la física de partículas, la gravedad cuántica y la cosmología, y el efecto Hall cuántico.
Ha colaborado con otros varios matemáticos y físicos, entre ellos Yuri Manin y Alain Connes. Entre 2006 y 2010 diez estudiantes obtuvieron el doctorado bajo su supervisión.

## Premios y reconocimientos
En 2001 obtuvo el Heinz Maier-Leibnitz-Preis de la Sociedad Alemana de Investigación, y en 2002 el Premio Sofia Kovalévaskaya de la Fundación Alexander von Humboldt. Fue ponente plenaria en el Congreso Europeo de Matemáticas en Ámsterdam (con una charla sobre «Renormalización, simetrías de Galois y motivos») y ponente invitada en el Congreso Internacional de Matemáticos de 2010 en Hyderabad (con una charla sobre «Geometría no conmutativa y aritmética»).

## Obras publicadas
- Marcolli, Matilde (1999). Seiberg-Witten gauge theory. New Delhi: Hindustan Book Agency. ISBN 9788185931227. OCLC 468606720.
- Marcolli, Matilde; Manin, Jurij Ivanovič (2005). Arithmetic Noncommutative Geometry. American Mathematical Society. ISBN 9780821838334.
- Connes, Alain; Marcolli, Matilde (2008). Noncommutative Geometry, Quantum Fields and Motives. American Mathematical Society. ISBN 9780821874783.
- Marcolli, Matilde (2010). Feynman Motives. Singapur: World Scientific. ISBN 9789814271202.
- Matilde, Marcolli (2017). Noncommutative Cosmology. Singapur: World Scientific. ISBN 9789813202863.

## Obras editadas
- Hertling, Claus; Marcolli, Matilde, eds. (2003). Frobenius Manifolds : Quantum Cohomology and Singularities. Vieweg-Teubner Verlag. ISBN 978-3-322-80238-5.
- Consani, Caterina; Marcolli, Matilde, eds. (2006). Noncommutative geometry and number theory : where arithmetic meets geometry and physics (1.ª edición). Vieweg-Teubner Verlag. ISBN 978-3-8348-0170-8.
- Albeverio, Sergio; Marcolli, Matilde; Paycha, Sylvie; Plazas, Jorge (2008). Traces in Number Theory, Geometry and Quantum Fields. Vieweg+Teubner Verlag. ISBN 9783834803719.
- Khalkhali, Masoud; Marcolli, Matilde (2008). An Invitation to Noncommutative Geometry. World Scientific. ISBN 9789812706164.
- Ceyhan, Özgür; Manin, Yu I.; Marcolli, Matilde (2010). Arithmetic and Geometry Around Quantization. Springer. ISBN 9780817648312.
- Abbaspour, Hossein; Marcolli, Matilde; Tradler, Thomas (2010). Deformation spaces : perspectives on algebro-geometric moduli. Vieweg+Teubner. ISBN 978-3-8348-1271-1.
- Marcolli, Matilde; Parashar, Deepak (2011). Quantum groups and noncommutative spaces perspectives on quantum geometry: a publication of the Max-Planck-Institute for Mathematics, Bonn. Vieweg + Teubner. ISBN 9783834814425. OCLC 793144094.